# Heterospilus etiellae
Heterospilus etiellae är en stekelart som beskrevs av Sievert Allen Rohwer 1925. Heterospilus etiellae ingår i släktet Heterospilus och familjen bracksteklar. Inga underarter finns listade i Catalogue of Life.